# بوب هيويت
بوب هيويت (بالإنجليزية: Bob Hewitt)‏ مواليد 12 يناير 1940، هو لاعب كرة مضرب أسترالي. وهو أحد أبطال الجراند سلام. بعد تزوجه لجنوب أفريقية حصل على الجنسية.

## بطولات حققها
- دورة رولان غاروس الدولية
- بطولة ويمبلدون
- بطولة أمريكا المفتوحة للتنس

## روابط خارجية
- بوب هيويت على موقع رابطة محترفي التنس (الإنجليزية)
- بوب هيويت على موقع الاتحاد الدولي لكرة المضرب (الإنجليزية)
- بوب هيويت على موقع كأس ديفيز (الإنجليزية)
- بوب هيويت على موقع قاعة مشاهير كرة المضرب الدولية (الإنجليزية)
- بوب هيويت على موقع خلاصة التنس.كوم (الإنجليزية)